# Marathon de Saitama
Le marathon de Saitama est une course de marathon disputée exclusivement par des femmes, se déroulant tous les ans, en novembre, dans les rues de Saitama, au Japon. L'épreuve fait partie en 2015 du circuit international des IAAF Road Race Label Events, dans la catégorie des « Labels d'argent ».

## Palmarès
| Année | Athlète         | Nationalité | Temps           |
| ----- | --------------- | ----------- | --------------- |
| 2015  | Atsede Baysa    | Éthiopie    | 2 h 25 min 44 s |
| 2016  | Flomena Cheyech | Kenya       | 2 h 23 min 18 s |
| 2017  | Flomena Cheyech | Kenya       | 2 h 28 min 39 s |
| 2018  | Dalila Gosa     | Bahreïn     | 2 h 25 min 35 s |